# Ventski vodopad
Ventski vodopad (latvijski: Ventas rumba) je vodopad na rijeci Venti kod grada Kuldīge na zapadu Latvije. Sa širinom od 249, odnosno 270 metara tijekom proljetnih poplava, najširi je vodopad u cijeloj Europi. Iako je vrlo širok, prosječna visina vodopadaiznosi između 1,8 i 2,20 metara, a mijenja s obzirom na količinu vode i prosječni kubični istjek rijeke Vente na području vodopada
Vodopad je nastao u vrijeme devona i građen je uglavnom od dolomitnih stijena, a ponegdje i od vapnenca. Budući da se izgradio u malu visinsku razliku u toku Vente, u blizini vodopada odvijala se završna etapa prijevoza dobara, što poljoprivrednih dobara kao što su raž, ječam, krumpir i povrće, ali i odjeće, obuće, nakita, od čega posebno jantara, jer se tok rijeke Vente nalazio na području Jantarnog puta. Kao razvijeno čvorište riječnog prometa, u Srednjem vijeku se u blizini vodopada razvio trgovački grad Kuldīga.
Oko vodopada se nalaze mnoge ribarske mreže i zamke, jer vodopad kao prirodna zapreka obiluje šaranima, pastrvama i jesetrama. Budući da ribe ne mogu preskočiti vodopad, ili se mrijeste pa ostavljaju ikru ili se vraćaju nazad i upadaju u postavljene ribarske mreže. Područje je poznato ribolovno odredište, ali samo za športski ribolov.
Od 1. siječnja 1997., vodopad je latvijski spomenik prirode.

## Vanjske poveznice
- (let.) Virtual Latvia - Panorama vodopada 360°  Arhivirana inačica izvorne stranice od 4. prosinca 2020. (Wayback Machine)